# INSEAD
INSEAD (francuski: Institut européen d'administration des affaires) europska je poslovna škola s razvedenim kampusom smještenim u Parizu, Singapuru i Abu Dhabi. Osnovana 1957. godine. 
INSEAD je Financial Times 2021. rangirao na 1. mjesto među globalnim poslovnim školama.
Svi programi imaju trostruku akreditaciju međunarodnih udruga AMBA, EQUIS, i AACSB. Škola ima istaknute apsolvente u poslovnom svijetu i u politici, kao što su primjerice Jean de Luxembourg i Arnaud Montebourg.

## Vanjske poveznice
- Službena stranica